# 蘇聯的芬蘭戰俘
在第二次世界大戰期間，芬蘭戰俘在蘇聯經歷了兩個階段：第一波發生於冬季戰爭期間，第二波則發生於持續戰爭期間。:53–59

## 冬季戰爭
在冬季戰爭（1939–1940）爆發前，蘇聯在俄羅斯沃洛格達州格里亞佐韋茨附近的一座前修道院內設立了芬蘭戰俘的主要收容營。蘇聯內務人民委員部（NKVD）預期戰爭將產生大量戰俘，並計劃建立九個戰俘營，以容納約25,000名戰俘。然而，在整場冬季戰爭期間，實際上只有約900名芬蘭戰俘，其中約600人被安置在格里亞佐韋茨戰俘營。最終共有838名芬蘭戰俘被遣返回國，最後一批芬蘭戰俘於1940年4月20日離開蘇聯。

## 持續戰爭
在持續戰爭（1941–1944）期間，芬蘭戰俘的數量估計介於2,377至3,500人之間。

### 蘇聯與俄羅斯的觀點
根據蘇聯官方統計，芬蘭共有2,377名士兵成為戰俘，其死亡率為17%。
根據俄羅斯歷史學家維克多·科納索夫（Viktor Konasov）的研究，蘇聯內務人民委員部（NKVD）共登記了2,476名芬蘭戰俘，其中1,972人被送往戰俘營，大多數被關押在沃洛格達州切列波韋茨的第158號戰俘營及其附屬戰俘營。 在所有被俘的芬蘭士兵中，582人來自1941年的芬蘭攻勢，506人於1942年至1943年間被俘，而2,313人則是在1944年蘇聯攻勢期間被俘。

### 芬蘭的歷史學家
芬蘭歷史學家估計，戰俘總數約為3,500人，其中有5名女性。死亡人數約為1,500人，約2,000人最終返回芬蘭。死亡率估計高達40%。這一數據與蘇聯官方統計有所不同，因為蘇聯方面主要記錄的是成功抵達戰俘營的生還者，而芬蘭的研究則追蹤了個別戰俘及其命運。戰俘最常見的死因包括飢餓、寒冷和惡劣的運輸條件。
在戰俘被俘初期，處決芬蘭戰俘的主要執行者是蘇聯游擊隊。這些游擊隊深入芬蘭領土作戰，通常在簡單審訊後就處決被俘的士兵和平民。一般而言，芬蘭軍官戰俘有較大機會存活，直到被送往蘇聯卡累利阿方面軍總部或內務人民委員部的駐地進行更深入的審訊。經過這一階段後，芬蘭戰俘存活至戰爭結束的機率明顯提高。
戰俘的高死亡率受到多種客觀因素影響，例如戰爭初期蘇聯遭受大規模領土損失，以及戰俘人數過多，導致食物與藥品短缺。戰俘在勞改營中從事極為勞累的工作，而醫療條件也極為低劣。然而，整體而言，在戰時環境下，芬蘭戰俘的待遇仍被認為是相對人道的。

## 後續
1992年，在切列波韋茨公墓建立了一座紀念碑，以悼念埋葬於此的芬蘭戰俘。

## 來源
1. ↑  V. Galitsky (1997) "Finnish Prisoners of War in NKVD Camps (1939–1953)" ISBN 5-7873-0005-X （俄語）
2. ↑  Moore, Bob. . Oxford University Press. 2022-05-05. ISBN 978-0-19-187597-7. doi:10.1093/oso/9780198840398.001.0001 （英语）.
3. 1 2 3 4  Finnish POW during the World War II （页面存档备份，存于）, Viktor Konasov, North magazine ("Север") no. 11–12, 2002 （俄語）
4. 1 2  Malmi, Timo. . Leskinen, Jari; Juutilainen, Antti  (编).  1st. Werner Söderström Osakeyhtiö. 2005: 1022–1032. ISBN 951-0-28690-7 （Finnish）.
5. ↑  Nikkilä, Reijo. Alava, Teuvo; Frolov, Dmitri; Nikkilä, Reijo , 编. . Edita. 2002: 17. ISBN 951-37-3706-3 （Finnish）.
6. ↑  Frolov, Dmitri. . Alava, Teuvo; Frolov, Dmitri; Nikkilä, Reijo  (编). . Edita. 2002: 58–59. ISBN 951-37-3706-3 （Finnish）.

## 外部連接
- Soviet prisoners of war in Finland (in Russian)